# Мелентьев Пал
Мелентьев Пал — деревня в Коношском районе Архангельской области. Входит в состав Вохтомского сельского поселения.

## География
Находится в юго-западной части Архангельской области на расстоянии приблизительно 22 км на север по прямой от административного центра района поселка Коноша.

## История
В 1873 году здесь было учтено 35 дворов, в 1905 — 74. Тогда деревня входила в Каргопольский уезд Олонецкой губернии.

## Население
Численность населения: 291 человек (1873 год), 389 (1905), 125 (русские 98 %) в 2002 году, 76 в 2010.